# Jennette McCurdy
Jennette Michelle Faye McCurdy (Long Beach, Kalifornia, 1992. június 26. –) amerikai író, rendező, podcaster, énekesnő, és visszavonult színésznő. Legismertebb szerepe a Nickelodeon iCarly című sorozatában Sam Puckett volt, amiért négyszer nyerte meg a Kids Choices Awards díját. Szerepét újrajátszotta a sorozat spin-offjának számító "Sam és Cat" című sorozatban, ezután otthagyta a csatornát. Kisebb szerepekben látható volt a "Már megint Malcolm", a "Zoey 101", a "Lincoln Heights", a "True Jackson, VP", és a "V, mint Viktória" című sorozatokban. Ő írta, rendezte, és volt a főszereplője saját 2014-es "What's Next For Sarah?" című websorozatának, és főszerepet játszott a 2015-ös "Between" című sorozatban.
Rövid életű zenei karrierje során két albumot is kiadott, egyet 2009-ben, a másikat pedig 2012-ben.
2017-ben végleg felhagyott a színészkedéssel, hogy íróként és rendezőként dolgozhasson tovább. 2020-ban a koronavírus-járvány kitörése miatt mindössze egy hónapig tartó tragikomikus esteket tartott saját fiatalkori tapasztalatairól, majd az év közepétől "Empty Inside" címmel indított podcastet. 2022-ben megjelent az estek témájával foglalkozó "I'm Glad My Mom Died" (Örülök, hogy anyám meghalt) című könyve, amelyben beszámol gyerekszínészként töltött éveinek sötét oldaláról és a 2013-ban rákban meghalt anyja bántalmazó viselkedéséről.

## Élete
Jennette a Los Angeles elővárosának számító Garden Grove-ban, Kalifornia államban született. Szülei szegény családból származó mormonok voltak, ő maga fiatal felnőtt korában szakított a vallással. Anyja, Debra McCurdy őt és három bátyját otthon taníttatta, miközben apja, Mark McCurdy két állásban dolgozott. Csak az anyja halála után jött rá, hogy az apja nem a vér szerinti apja.

### Színészi karrier
Első szerepét 2000-ben kapta: a MAD TV című sorozatban tűnt fel egy epizód erejéig. Ezután a CSI: A helyszínelők, a Már megint Malcolm, a Lincoln Heights, a Will és Grace, a Zoey 101 és a True Jackson, VP című sorozatokban kapott kisebb szerepeket. 2003-ban a Hollywoodi őrjárat című filmben Harrison Forddal szerepelt együtt.
2007-től 2012-ig játszotta az iCarly című sorozatban Sam Puckettet, ami a legismertebb szerepe. Ugyancsak 2007-ben szerepelt "A vakáció utolsó napja" című filmben. Ezért 2008-ban Young Artist Award-ra jelölték, 2009-ben pedig a Teen Choice Award-ra. Ugyanebben az évben szerepelt a "Fred: The Movie" című filmben.
Miután az iCarly véget ért, ő és a "V, mint Viktória" című sorozatból ismert Ariana Grande együtt játszották korábbi karaktereiket a "Sam és Cat" című, egy évadot megélt sorozatban. A forgatás során a két színésznő nem jött ki jól egymással, ahogy McCurdy sem a Nickelodeonnal, aki sérelmezte, hogy nem kapja meg azt az elbánást, sem azt a fizetést, mint Grande, ezért tüntetőleg nem vett részt a 2014-es Nickelodeon Kid's Choice Awards-on. A sorozat így hamar véget ért, később pedig kibékült Grandéval is. 2022-es önéletrajzi kötetében megírta, hogy a csatornánál számos atrocitás érte, többek között bikiniben fotóztatták kiskorúként, és arra bátorították, hogy igyon alkoholt. Minderre az általa csak "Alkotóként" hivatkozott személy bírta rá, aki feltehetőleg azonos az azóta botrányai miatt kirúgott Dan Schneiderrel, számos Nickelodeon-sorozat megalkotójával. Állítása szerint felkínáltak neki 300 ezer dollárt, indirekt módon azért, hogy ne beszéljen a csatornánál tapasztaltakról, amit ő elutasított.
2014-ben elindította az interneten a "What's Next For Sarah?" című websorozatát, amelyet ő írt, ő rendezett, és ő volt a főszereplője is. Elmondása szerint az általa játszott Sarah Bronsont sok szempontból magáról mintázta. 2015-ben a Netflixen is bemutatott "Between" című sci-fi sorozatban játszott főszerepet. Utolsó szerepe a 2017-ben bemutatott "Ketrecben" című pszichothrillerben volt, ezután bejelentette, hogy végleg felhagy a színészkedéssel, és inkább írni és rendezni fog. Az addig a közösségi médiában is igen aktív McCurdy szinte mindenhonnan törölte magát és privátra állította a régebbi videóit.
2021-ben felkérték, hogy szerepeljen a Paramount+ által újjáindított iCarly-ban, de nem vállalta.

### Rendezői karrier
2018-ban rendezte meg első kisfilmjét. a "Kenny"-t, amit anyja halála inspirált, és csak nők játszottak benne szerepeket. Azóta három másik rövidfilmet is rendezett.

### Zenei karrier
2008 júniusában a hivatalos honlapján bejelentette, hogy bemutatkozó albumán dolgozik. Első kislemeze, a "So Close" 2009. március 10-én debütált az iTunes-on. A második kislemez, egy Amanda Stott feldolgozás, a "Homeless Heart" 2009. május 19-én jelent meg. A dalt Cody Watersnek, agydaganatban elhunyt kilenc éves barátjának címezte, a bevételek 20 százalékát pedig a fiú emlékére létrehozott alapítványnak ajánlotta. 2009-ben leszerződtette őt a Capitol Nashville, 2010-ben pedig a rajongók által hangminták alapján kiválasztott első dal, a "Not That Far Away" is megjelent. Második kislemeze, a "Generation Love" 2011-ben jelent meg, a saját nevét viselő középlemezről, amelyet még 2012-ben a nagylemez követett. Az album megjelenése után nem sokkal szakított a Capitol Nashville-lel, színészi elfoglaltságaira hivatkozva.

### Írói és előadóművészi karrierje
Először 2011-ben kezdett el cikkeket írni a The Wall Street Journal-be, a legváltozatosabb témákban, később pedig a Seventeen magazinba és a The Huffington Post-ba.
2020-ban egyszemélyes tragikomikus esteket tartott "I'm Glad My Mom Died" (Örülök, hogy anyám meghalt) címmel, amit Los Angeles és New York egyes színházaiban játszottak, teltház előtt. A koronavírus-járvány kitörése miatt ezek az estek alig egy hónapig tartottak, és csak a járvány csillapodását követően, 2021 szeptemberében tért vissza. Helyette 2020 közepén elindította az "Empty Inside" podcastet, ahol számos személyes dolgot osztott meg közönségével, például hogy a színészkedést végleg abbahagyta, hogy arra az anyja kényszerítette rá, és hogy lényegében ő tartotta el a családot, továbbá hogy szerepei nagy részére szégyenkezve emlékszik vissza.
2022. augusztus 9-én megjelent "I'm Glad My Mom Died" című önéletrajzi kötete.

## Magánélete

### Kapcsolata az anyjával
McCurdy mindössze kétéves volt, amikor az anyját, Debrát mellrákkal diagnosztizálták. Emiatt számos műtéten és kemoterápián is átesett, valamint csontvelőátültetésen is. A rák ugyan visszahúzódott, de 2010-ben visszatért, és a nő 2013-ban, amikor McCurdy még csak 21 éves volt, meghalt.
Későbbi nyilatkozataiban és önéletrajzi könyvében McCurdy leírta, hogy anyja érzelmileg és szexuálisan is bántalmazta őt. Hat éves korában neki azért kellett színésznek lennie, mert az anyja beteljesületlen álma is ez volt, amellett kellett egy biztos jövedelem, amiből fenn tudták tartani a családot. Ha bármikor tiltakozott volna ez ellen, anyja dühödt kitörésekkel illetve érzelmi zsarolással bírta rá, hogy az akaratának megfelelően cselekedjen. 11 éves korában közölte vele, hogy a kislányos alkatának megtartása érdekében korlátozza a kalóriabevitelt. 16-17 éves koráig rendszeresen megvizsgálta a nemi szerveit is, rákszűrésre hivatkozva, és soha nem hagyta, hogy egyedül zuhanyozzon. Mint elmondta, ezeknek a traumáknak a hatására nem akart részt venni semmilyen formában az iCarly újraindításában, és hogy a "Sam és Cat"-ben is csak azért szerepelt, hogy örömet szerezzen az anyjának. Állítása szerint nem is kapta meg teljes egészében a kiskorúként gyűjtött keresetét, mert az anyja hiányosan töltötte ki a törvény által ilyenkor előírt dokumentumokat.

### Mentális egészsége
2019-ben egy, a Huffington Post-ba írt cikkében felfedte, hogy 11 éves korától kezdődően evészavarokkal küzdött, először anorexiás volt, majd bulímiás. Elmondása szerint anyja és a szórakoztatóipar is azt erősítették benne, hogy ez így rendben van. Később aztán egyre komolyabb egészségügyi gondokkal kezdett el küzdeni, többek között az állandó hánytatástól szétmarta a gyomorsav az egyik fogát, amit el is vesztett, illetve egy alkalommal Miranda Cosgrove lakásán összeesett, mert teljesen kiszáradt. Anyja halála előtt nem sokkal alkoholfüggő is lett, amelyről csak nagyon nehezen tudott lejönni.

## Filmográfia

### Filmek
| Év   | Cím                              | Szerep                 | Megjegyzések                            |
| ---- | -------------------------------- | ---------------------- | --------------------------------------- |
| 2001 | A nindzsa árnyéka                | Anna Markov            |                                         |
| 2002 | My Daughter's Tears              | Mary Fields            |                                         |
| 2003 | Hollywoodi őrjárat               | kisbuszos család lánya |                                         |
| 2003 | Taylor Simmons                   | Amanda Simmons         |                                         |
| 2004 | Breaking Dawn                    | kislány                |                                         |
| 2005 | See Anthony Run                  | Lucy                   | rövidfilm                               |
| 2009 | Minor Details                    | Mia                    |                                         |
| 2011 | The Death and Return of Superman | Eradicator Folks       | rövidfilm                               |
| 2013 | Snowflake, the White Gorilla     | Petunia                | szinkron                                |
| 2014 | Majdnem hősök 3D                 | Sue                    | szinkron                                |
| 2015 | Climate Change Denier's Anthem   | énekes                 | rövidfilm                               |
| 2016 | The Last Virgin in LA            | Brittany               | rövidfilm                               |
| 2016 | Ketrecben                        | Claire                 |                                         |
| 2016 | Bling                            | Sue                    | szinkron                                |
| 2017 | Security Deposit                 | Leah                   | rövidfilm                               |
| 2017 | 8 Bodies                         | TJ                     | rövidfilm, író, rendező, és producer is |
| 2017 | Wine and Cheese                  | Jen                    | rövidfilm, író, rendező és producer is  |
| 2018 | Little Bitches                   | Annie                  |                                         |
| 2018 | The First Lady                   | Peggy                  | rövidfilm                               |

### Televízió
| Év        | Cím                                | Szerep                       | Magyar hang   | Megjegyzések                     |
| --------- | ---------------------------------- | ---------------------------- | ------------- | -------------------------------- |
| 2000      | Mad TV                             | Cassidy Gifford              |               | 1 epizód                         |
| 2002      | CSI: A helyszínelők                | Jackie Trent                 |               | 1 epizód                         |
| 2003–2005 | Már megint Malcolm                 | Daisy / Penelope             |               | 2 epizódban, két külön szerepben |
| 2004      | Karen Sisco – Mint a kámfor        | Josie Boyle                  |               | 1 epizód                         |
| 2004      | Mrs. Klinika                       | Hailey Campos                |               | 1 epizód                         |
| 2004      | Riadó a fedélzeten                 | Kiley Dolan                  |               | TV-film                          |
| 2005      | Különleges ügyosztály              | Holly Purcell                |               | 1 epizód                         |
| 2005      | A médium                           | Sara Crewson                 |               | 1 epizód                         |
| 2005      | Amynek ítélve                      | Amber Reid                   |               | 1 epizód                         |
| 2005      | The Inside                         | Madison St. Clair            |               | 1 epizód                         |
| 2005      | Irak                               | Lynne                        |               | 1 epizód                         |
| 2005      | Zoey 101                           | Trisha Kirby                 |               | 1 epizód                         |
| 2006      | Will és Grace                      | Lisa                         |               | 1 epizód                         |
| 2006      | Magánügyek                         | Stacy Johnson                |               | 1 epizód                         |
| 2006      | Against Type                       | Meredith                     |               | TV-film                          |
| 2007      | A vakáció utolsó napja             | Dory Sorenson                |               | TV-film                          |
| 2007      | Lincoln Heights                    | Beckie                       |               | 3 epizód                         |
| 2007–2012 | iCarly                             | Sam Puckett                  | Laudon Andrea | 93 epizód                        |
| 2007–2012 | iCarly                             | Melanie Puckett              | Laudon Andrea | 1 epizód                         |
| 2009–2010 | True Jackson, VP                   | Pinky Turzo                  |               | 2 epizód                         |
| 2010      | Fred: The Movie                    | Bertha                       |               | TV-film                          |
| 2010      | A Cleveland-show                   | Girl No. 1                   |               | 1 epizód, szinkronszerep         |
| 2010      | Glenn Martin, DDS                  | Mazy                         |               | 1 epizód, szinkronszerep         |
| 2010–2015 | A Madagaszkár pingvinjei           | Becky                        |               | 2 epizód                         |
| 2011      | Cupcake Wars                       | önmaga                       |               | vendégszereplő                   |
| 2011      | Big Time Rush                      | Training Fan                 |               | 1 epizód                         |
| 2011      | A legjobb játékos                  | Christina "Prodigy" Saunders | Laudon Andrea | TV-film                          |
| 2011      | iCarly: Buli V mint Viktóriával    | Sam Puckett                  | Laudon Andrea | TV-film                          |
| 2012      | V, mint Viktória                   | Ponnie / Fawn Liebowitz      |               | 1 epizód                         |
| 2012      | Bucket és Skinner hősies kalandjai | Devon                        |               | 1 epizód                         |
| 2012      | Camp Orange                        | önmaga                       |               | műsorvezető                      |
| 2013      | Ben and Kate                       | Bethany                      |               | 1 epizód                         |
| 2013      | Svindli a négyzeten                | Savannah Westcott            | Laudon Andrea | TV-film                          |
| 2013–2014 | Sam és Cat                         | Sam Puckett                  | Laudon Andrea | 35 epizód                        |
| 2013–2014 | Sam és Cat                         | Melanie Puckett              | Laudon Andrea | 1 epizód                         |
| 2014      | The Birthday Boys                  | Kendra Taylor                |               | 1 epizód                         |
| 2015      | Comedy Bang! Bang!                 | Allie Dawson                 |               | 1 epizód                         |
| 2015–2016 | Between                            | Wiley Day                    |               | 12 epizód                        |
| 2016      | Robotcsirke                        | Skipper / Nany / Nővér       |               | 1 epizód                         |
| 2016      | The Eric Andre Show                | Herself                      |               | 1 epizód                         |

### Videojátékok
| Év   | Cím                        | Szerep      |
| ---- | -------------------------- | ----------- |
| 2009 | iCarly                     | Sam Puckett |
| 2010 | iCarly 2: iJoin the Click! | Sam Puckett |

### Videoklipek
| Év   | Cím                           | Előadó                                  |
| ---- | ----------------------------- | --------------------------------------- |
| 2000 | "The Way You Love Me" (Remix) | Faith Hill                              |
| 2003 | "Safely Home"                 | Wild Horses                             |
| 2007 | "Leave It All to Me"          | Miranda Cosgrove (featuring Drake Bell) |

### Webes szerep
| Év   | Cím                                                       | Szerep        |
| ---- | --------------------------------------------------------- | ------------- |
| 2014 | What's Next for Sarah?                                    | Sarah Bronson |
| 2015 | Between the Lines: Pretty Lake High – Yearbook Assignment | Wiley Day     |
| 2016 | Adam and Wiley's Lost Weekend                             | Wiley Day     |

### Rendezőként
| Év   | Cím                      |
| ---- | ------------------------ |
| 2017 | The McCurdys             |
| 2018 | Kenny                    |
| 2018 | The Grave                |
| 2019 | Strong Independent Women |

## Zenei karrierje

### Zenei videók
- 2010 – Not That Far Away
- 2011 – Generation Love

### Albumok
- 2011 – The Story of My Life
- 2012 – Jennette McCurdy

### Kislemezek
- 2010 – Not That Far Away

## Bibliográfia
- I'm Glad My Mom Died (2022)

## Forráshivatkozások
1. ↑  Robbins, Caryn: iCARLY's Jennette McCurdy Covers @RUNWAY Winter 2014 Issue (angol nyelven). BroadwayWorld.com. (Hozzáférés: 2022. szeptember 21.)
2. ↑  McCurdy releases digital EP. www.countrystandardtime.com. (Hozzáférés: 2022. szeptember 21.)
3. ↑  Bio (amerikai angol nyelven). Jennette Mccurdy. (Hozzáférés: 2022. szeptember 21.)
4. ↑  Alloy Entertainment. www.alloyentertainment.com. (Hozzáférés: 2022. szeptember 21.)
5. 1 2  iCarly's Jennette McCurdy Confirms She's Quit Acting and Says She's "Embarrassed" by Her Roles. E! Online, 2021. március 2. (Hozzáférés: 2022. szeptember 21.)
6. ↑  Itzkoff, Dave. „Jennette McCurdy Is Ready to Move Forward, and to Look Back”, The New York Times, 2022. augusztus 3. (Hozzáférés: 2022. szeptember 21.) (amerikai angol nyelvű)
7. ↑  - YouTube. www.youtube.com. (Hozzáférés: 2022. szeptember 21.)
8. ↑  iCarly's Jennette McCurdy alleges abuse by late mother (angol nyelven). TODAY.com. (Hozzáférés: 2022. szeptember 21.)
9. ↑  „Jennette McCurdy lived a teen star dream. Silently, she was suffering.”, Washington Post (Hozzáférés: 2022. szeptember 21.) (amerikai angol nyelvű)
10. ↑  Jennette McCurdy. web.archive.org, 2011. szeptember 1. [2011. szeptember 1-i dátummal az eredetiből archiválva]. (Hozzáférés: 2022. szeptember 21.)
11. ↑  Virtualglobaltv. virtualglobaltv.com. (Hozzáférés: 2022. szeptember 21.)
12. ↑  News, A. B. C.: Video One-on-One With Jennette McCurdy (angol nyelven). ABC News. (Hozzáférés: 2022. szeptember 21.)
13. ↑  Archivált másolat. [2017. július 30-i dátummal az eredetiből archiválva]. (Hozzáférés: 2022. szeptember 21.)
14. ↑  Nast, Condé: “This Phony, Bizarre Sphere”: Jennette McCurdy’s Shocking Final Days at Nickelodeon (amerikai angol nyelven). Vanity Fair, 2022. augusztus 5. (Hozzáférés: 2022. szeptember 21.)
15. ↑  Loading.... www.whatsnextforsarah.com. (Hozzáférés: 2022. szeptember 21.)
16. ↑  Touring Toronto: On Location With 'Between' Star Jennette McCurdy (amerikai angol nyelven). yahoo.com. (Hozzáférés: 2022. szeptember 21.)
17. ↑  Kroll, Justin: Jennette McCurdy to Co-Star in Indie ‘Pet’ (amerikai angol nyelven). Variety, 2015. augusztus 11. (Hozzáférés: 2022. szeptember 21.)
18. ↑  Johnson, Scott: Jennette McCurdy Makes Directorial Debut With Short Film (amerikai angol nyelven). The Hollywood Reporter, 2018. október 15. (Hozzáférés: 2022. szeptember 21.)
19. ↑  Nast, Condé: "iCarly" Star Jennette McCurdy Says She's "Ashamed" of Past Roles (amerikai angol nyelven). Teen Vogue, 2021. március 2. (Hozzáférés: 2022. szeptember 21.)
20. ↑  Kenny by Jennette McCurdy | Dramedy Short Film. Short of the Week. (Hozzáférés: 2022. szeptember 21.)
21. ↑  Jennette McCurdy. web.archive.org, 2011. november 7. [2011. november 7-i dátummal az eredetiből archiválva]. (Hozzáférés: 2022. szeptember 21.)
22. ↑  New single!!! | Jennette McCurdy's Official Website. web.archive.org, 2009. május 9. [2009. május 9-i dátummal az eredetiből archiválva]. (Hozzáférés: 2022. szeptember 21.)
23. ↑  Staff, The Boot StaffThe Boot: Jennette McCurdy Lets Fans Help Decide Debut Single (angol nyelven). The Boot. (Hozzáférés: 2022. szeptember 21.)
24. ↑   (2022. szeptember 20.) „Jennette McCurdy” (angol nyelven). Wikipedia.
25. ↑  EXCLUSIVE INTERVIEW: Jennette McCurdy | Fanlala.com. web.archive.org, 2012. november 9. [2012. november 9-i dátummal az eredetiből archiválva]. (Hozzáférés: 2022. szeptember 21.)
26. ↑  McCurdy, Jennette. „Nickelodeon's Jennette McCurdy on Why America Drank Up Shirley Temple”, Wall Street Journal, 2014. február 12. (Hozzáférés: 2022. szeptember 21.) (amerikai angol nyelvű)
27. ↑  Jennette McCurdy is Blogging for Seventeen! | Fanlala.com. web.archive.org, 2014. április 8. [2014. április 8-i dátummal az eredetiből archiválva]. (Hozzáférés: 2022. szeptember 21.)
28. ↑  Jennette McCurdy | HuffPost (angol nyelven). www.huffpost.com. (Hozzáférés: 2022. szeptember 21.)
29. 1 2  Jennette McCurdy Of ‘iCarly’ Fame Opens Up About Her Mother’s Abuse (angol nyelven). HuffPost, 2021. október 25. (Hozzáférés: 2022. szeptember 21.)
30. ↑  „i’m starting a...” (hu-HU nyelven).
31. 1 2  Koul, Scaachi: Jennette McCurdy Is Glad Her Mom Is Dead (Along With Her Nickelodeon Career) (angol nyelven). BuzzFeed News. (Hozzáférés: 2022. szeptember 21.)
32. ↑  Jennette McCurdy's Mother Passes Away After Battling Cancer. E! Online, 2013. szeptember 21. (Hozzáférés: 2022. szeptember 21.)
33. ↑  iCarly's Jennette McCurdy on Healing from 'Intense' Physical and Emotional Abuse by Her Mom (angol nyelven). Peoplemag. (Hozzáférés: 2022. szeptember 21.)
34. ↑  „Jennette McCurdy NEVER Got Paid From iCarly” (hu-HU nyelven).
35. 1 2  Former Nickelodeon Star Jennette McCurdy Opens Up About Her Eating Disorder (angol nyelven). HuffPost, 2019. március 8. (Hozzáférés: 2022. szeptember 21.)
36. ↑  iCarly's Jennette McCurdy on Her Painful Battle with Anorexia and Bulimia: 'I Could Have Died' (angol nyelven). Peoplemag. (Hozzáférés: 2022. szeptember 21.)
37. ↑  Spotify – Mobile Web Player (magyar nyelven). Spotify. [2020. november 28-i dátummal az eredetiből archiválva]. (Hozzáférés: 2022. szeptember 21.)
38. ↑  Almost Heroes 3D. DigiArt. [2016. július 24-i dátummal az eredetiből archiválva]. (Hozzáférés: 2016. július 24.)